# Reik van Gameren
Reik van Gameren (* 8. April 1974 in der DDR als Reik Bläsche) ist ein ehemaliger deutscher Eishockeyspieler, der unter anderem für den ECD Sauerland in der 2. Bundesliga sowie für den EHC Trier und Iserlohner EC in der damals zweitklassigen 1. Liga aktiv war. Zudem war er als Schiedsrichter unter anderem in der Deutschen Eishockey Liga (DEL) tätig.

## Karriere
Aus der Jugend von Dynamo Weißwasser stammend zog es Reik Bläsche schon kurz nach der Wiedervereinigung in den Westen. Nach neun Spielen für die U20-Mannschaft seines inzwischen in Polizei-Eishockey-Verein (PEV) umbenannten Heimatvereins in der Junioren-Bundesliga wechselte er noch in der Saison 1990/91 zum EV Pfronten, wo er ebenfalls in der U20 aktiv war. Nachdem er im April 1992 mit der deutschen U18-Nationalmannschaft an der Junioren-Europameisterschaft teilgenommen hatte, gelang ihm in der Saison 1992/93 beim ECD Sauerland aus der 2. Bundesliga der Sprung in den Profibereich. Parallel spielte er auch für die Nachwuchsmannschaften des ECD, den er infolge der Insolvenz 1994 verließ. Der gelernte Verteidiger, der hin und wieder auch in der Offensive eingesetzt wurde, schloss sich dem EHC Trier aus der direkt unterhalb der neu gegründeten Deutschen Eishockey Liga (DEL) angesiedelten 1. Liga an. Nach nur einem Jahr kehrte er im Sommer 1995 zum Iserlohner EC, dem Nachfolgeverein des ECD Sauerland, zurück. Im Anschluss an die Saison 1995/96 beendete er seine Karriere.
Nach dem Ende seiner Spielerkarriere und seiner Hochzeit trat er unter dem neuen Namen Reik van Gameren als Schiedsrichter unter anderem in der DEL in Erscheinung.

## Karrierestatistik

### International
Vertrat Deutschland bei:
- U18-Junioren-Europameisterschaft 1992

(Legende zur Spielerstatistik: Sp oder GP = absolvierte Spiele; T oder G = erzielte Tore; V oder A = erzielte Assists; Pkt oder Pts = erzielte Scorerpunkte; SM oder PIM = erhaltene Strafminuten; +/− = Plus/Minus-Bilanz; PP = erzielte Überzahltore; SH = erzielte Unterzahltore; GW = erzielte Siegtore; 1 Play-downs/Relegation; Kursiv: Statistik nicht vollständig)